# Willy Ronis
Pour les articles homonymes, voir Ronis.
Willy Ronis, né le 14 août 1910 à Paris 9e et mort le 11 septembre 2009 dans le 20e arrondissement de Paris, est un photographe français, lauréat du Grand Prix national de la photographie en 1979 et du prix Nadar en 1981.
Il est l’un des représentants les plus importants de la photographie humaniste française avec Édouard Boubat, Jean-Philippe Charbonnier, Robert Doisneau, Izis et Sabine Weiss. Il définit l'école humaniste comme « le regard du photographe qui aime l'être humain ».

## Biographie

### Famille
Emmanuel Ronis, le père du photographe, et son frère Marcus, juifs d’Odessa, arrivent à Paris en 1904. Tauba Gluckman, pianiste juive venant de Lituanie, s’y est installée en 1899. Tous trois ont fui les pogroms de l’Empire russe. 
Mélomanes, Emmanuel et Tauba se rencontrent dans une amicale d’exilés russes, puis s’installent dans le 9e arrondissement. Un fonctionnaire de l’immigration qui enregistre les Ronis leur donne par erreur le nom de « Roness ». Willy Ronis signe donc « Roness » ses premiers travaux. Il ouvre son studio après un emploi de retoucheur en photographie dans un studio réputé, « pour effacer les rides des dames ». Ce n'est qu'à la fin de la guerre que l'erreur est rectifiée et que les Ronis récupèrent leur patronyme.

### Enfance
Willy naît en 1910 à Paris au pied de la butte Montmartre. Pour ses 15 ans, son père lui offre un appareil photographique ; Willy Ronis veut cependant devenir compositeur de musique. Cela ne l'empêchera pas de parcourir les rues de Paris et de s'essayer à la photographie. 

### Études
En 1929, après sa scolarité au Lycée Rollin (actuel Collège-lycée Jacques-Decour), il s'inscrit à la faculté de droit de la Sorbonne, dans l'objectif de devenir compositeur de musique ,.
Willy Ronis signe ses premiers travaux sous le patronyme de « Roness ». Ce n’est qu’en 1945 que la famille Ronis retrouve son véritable patronyme.

### Débuts en photographie
Willy Ronis découvre la Société française de photographie (notamment les travaux de Brassaï, Pierre Boucher, Rogi André) qui lui ouvre les yeux sur une pratique différente de la photographie que celle exercée par son père dans son studio : une pratique qui met en avant des images vivantes et anti-conventionnelles.
Mais lors de son retour du service militaire en 1932, son père, très malade, lui demande de l’aider au studio. Ainsi Willy Ronis fait-il lui-même les tirages de ses photos. Il est peu intéressé par la photographie conventionnelle, mais se passionne pour les expositions de photographies. Alors que la gauche se mobilise amenant l’avènement du Front populaire aux législatives de 1936, le jeune photographe, partisan de telles idées, suit avec entrain les manifestations ouvrières d’alors et prend ses premiers clichés marquants qui seront publiés par la revue Regards,.
L'année 1935 est ainsi décisive pour lui, puisqu’elle marque la mort de son père (des suites d'un cancer, après une agonie de quatre ans) et la vente d’un studio qui périclitait et qui est vécu par Willy Ronis comme un fardeau. La famille déménage ensuite dans le 11e arrondissement,.

### À la rencontre du Front populaire
À partir de cette date, Willy Ronis se consacre au reportage. Ses premiers reportages sont des commandes de la SNCF ou du Commissariat au Tourisme. Avec la montée du Front populaire, les mêmes idéaux rapprochent Ronis de Robert Capa et de David Seymour, photographes déjà célèbres. Il a également l’occasion de rencontrer André Kertész, Brassaï et Henri Cartier-Bresson. Mais, par rapport à la vision de ses pairs, Willy Ronis développe une véritable originalité, marquée par l’attention portée à l’harmonie chorale des mouvements de foule et à la joie des fêtes populaires. 
En 1937, il achète son premier Rolleiflex avec lequel il effectue un reportage qui est publié dans Plaisir de France.
En 1938, il immortalise Rose Zehner, déléguée syndicale aux usines Citroën du quai de Javel haranguant ses collègues ouvrières. La photo est tirée d'un reportage, commande du magazine Regards. En 1982, dans Un voyage de Rose, le cinéaste Patrick Barbéris filme ses retrouvailles avec Rose Zehner, personnage principal de son cliché pris lors des grèves de 1938 chez Citroën-Javel et publié pour la première fois en 1980 dans Sur le fil du hasard.

### La parenthèse de la Seconde Guerre mondiale
À l'arrivée au pouvoir du régime vichyste, Willy Ronis est catégorisé comme Juif : sa carte d'identité est tamponnée de la mention « Juif ». Alors que sa mère, catégorisée comme juive elle aussi, décide de rester à Paris, Willy Ronis, qui ne veut pas porter l'étoile jaune, passe la ligne de démarcation en 1941 et part vivre dans le sud de la France : Nice, Cannes puis le Vaucluse. Il vit la période de la Seconde Guerre mondiale comme une parenthèse : très peu de photographies des persécutions subies par les Juifs et pas de témoignages de la période d'épuration. Willy Ronis veut préserver sa foi en l'homme. Ayant mis la photographie de côté, il exerce divers métiers comme décorateur de studio, régisseur de théâtre et devient même l'assistant du photographe de plateau Sam Lévin,,,. 

### Photojournaliste d'agence

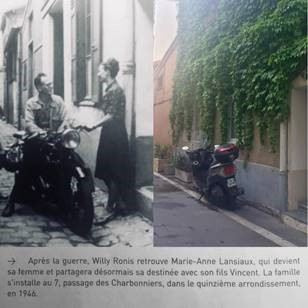
Willy Ronis et sa femme devant leur maison au 7, passage des Charbonniers dans le 15ème arrondissement de Paris en 1946 (et en 2016).

En 1946, Willy Ronis entre à l’Agence Rapho et rejoint les grands noms de la photographie de l'époque que sont Brassaï, Doisneau, Ergy Landau. En 1945, il fait un reportage pour la SNCF sur le retour des prisonniers. Il collabore alors aux revues Point de vue, Regards, L'Écran français, Le Monde illustré, Time ou Life. Il est d'ailleurs le premier photographe français à travailler pour Life. Il sillonne alors l'Europe : la Belgique (1951) et les Pays-Bas (1952 et 1954) donnent un reportage pour les lectrices du magazine Nouveau Femina ; Londres (1955), l'Italie (1959) et enfin la RDA (1967). Il travaille également pour l'industrie (Air France), la publicité ou la mode (Vogue). Pour Air France, il effectue un reportage, qui est publié dans la revue interne Air France Revue, sous le titre Familles de France dans le numéro de juin-août 1956. 
En 1948, c'est une de ses photos les plus célèbres : Marie-Anne (Lansiaux), Gordes. Une série de quatre clichés de sa femme pris après la sieste lors de sa toilette. Un des clichés est publié par l'agence Rapho et connaît tout de suite un important succès. Willy Ronis a souvent été comparé à une peinture de Bonnard.
Dans les années 1950, Willy Ronis milite au sein du Groupe des XV pour que la photographie soit reconnue comme discipline artistique. 
Sa période à l'agence Rapho est contrariée par sa volonté d'indépendance : il refuse plusieurs contrats qui ne lui conviennent pas et quitte l'agence en 1955 pour la rejoindre de nouveau en 1972. 
En 1967, l'Association d'échanges franco-allemands lui passe une commande. Il se rend pour cela en Allemagne de l'Est et y photographie les villes, la campagne, les sites industriels, les gens, les Allemands. Cette commande fait l'objet d'une exposition itinérante qui est présentée, jusqu'en 1974, dans 70 sites en France. Les photos prises en RDA font l'objet d'une nouvelle exposition à Versailles en 2021, Willy Ronis en RDA - La vie avant tout, 1960-1967, accompagnée de la publication d'un catalogue.
Belleville-Ménilmontant, Sur le fil du hasard et Mon Paris sont parmi les livres importants qu’il a publiés. On a alors pu dire que Willy Ronis, avec Robert Doisneau et Édouard Boubat, était l’un des photographes majeurs de cette école française de l’après-guerre qui a su concilier avec talent les valeurs humanistes et les exigences esthétiques du réalisme poétique. Il a cette particularité de traiter les sujets — y compris les sujets difficiles — avec une tendresse accompagnée d'une certaine joie de vivre. Les critiques qualifient cette manière de photographier, de mièvre et sentimentaliste. En revanche, contrairement à Robert Doisneau, il travaille ses clichés sur l'instant : en une ou deux prises de vue, sans mise en scène, laissant une place importante au hasard.
Il travaille beaucoup avec Life, qui lui passe régulièrement commande pour ses reportages ; deux clichés de cette époque donnent à Willy Ronis le respect de ses pairs mais sont aussi à l'origine de l'arrêt de sa collaboration avec le magazine américain. Il éprouve, avec Life comme avec l'agence Rapho, le déplaisir de voir son travail retouché afin de lui donner un autre sens que celui voulu originellement. Ainsi, le portrait du mineur silicosé de 1951 devient, dans les colonnes de Life, « L’évangélisation du monde ouvrier est-elle possible ? ». Plus tard, un cliché représentant des ouvriers en grève écoutant leur délégué syndical voit ce dernier escamoté. Willy Ronis tente de résister, mais Life ne lui passe plus de commande. 

### Période vauclusienne
En 1972, déçu, Willy Ronis arrête le photojournalisme et quitte Paris pour le Midi de la France : sa volonté d'exercer un droit de regard sur l'utilisation qui est faite de ses clichés lui vaut une traversée du désert d'une dizaine d'années,,,,,.
Dans les années 1970-1980, parallèlement à ses activités de photographe, il consacre beaucoup de temps à l’enseignement : à l’École supérieure d'art d'Avignon, puis aux facultés d’Aix-en-Provence et de Marseille. Il y crée un cours d’histoire de la photographie et Pierre-Jean Amar le rencontre alors. En 1972, il s’installe à L'Isle-sur-la-Sorgue.
En 1980, sur les conseils de Pierre-Jean Amar et Guy Le Querrec, Claude Nori publie sa première monographie Sur le fil du hasard aux Éditions Contrejour, lequel recevra le prix Nadar et l’encouragera à revenir sur le devant de la scène avec de nouveaux projets.

### Retraite
Bien que Willy Ronis ait publié de nombreux ouvrages et fait de nombreuses expositions, les années 1970 et 1980 sont difficiles financièrement pour lui. Il prend alors une importante décision et, en 1982, contre le paiement jusqu'à la fin de sa vie du loyer de son logement, il fait un premier don à la France. En 1983, il s'installe de nouveau à Paris,,.
En 2001, il décide d'arrêter la photographie à titre professionnel. En 2002, frappé par l'arthrite, il cesse de prendre des photographies. Son dernier cliché est un nu qui figure dans le livre Nues sorti en 2008,. 
En 2009, dans une interview au Figaro donnée à l'occasion des 40e Rencontres d'Arles, il avoue ne pas comprendre le monde de la photographie actuelle : trop d'exhibitionnisme.
Il souhaite organiser une exposition en 2010, pour son 100e anniversaire. La mort de l'artiste empêche le projet de voir le jour. Cependant celui-ci est repris par le musée de la monnaie de Paris.

### Mort
Willy Ronis meurt presque centenaire dans la nuit du 11 au 12 septembre 2009 à l'hôpital Tenon (20e arrondissement) à Paris,,,.

### Vie privée
Le 14 février 1946, Willy Ronis épousa l'artiste peintre et décoratrice Marie-Anne Lansiaux (née à Reims en 1913 et décédée à Nogent-sur-Marne en 1991). Ils habitèrent le 15e arrondissement de Paris avec leur fils Vincent, 7 passage des Charbonniers,.
Vincent Kaldor, fils de Marie-Anne, a été adopté par Willy Ronis qui l'a élevé comme son fils. Il est mort en 1988 dans un accident de deltaplane,.

## Prix et récompenses
- 1947 : prix Kodak[8].
- 1957 : médaille d'or à la Biennale de Venise[8].
- 1979 : grand Prix national de la photographie, décerné par le ministère de la Culture[7].
- 1981 : prix Nadar, pour son livre Sur le fil du hasard, publié aux éditions Contrejour
- 1993 : nommé membre de la Royal Photographic Society[27]
- 1998 : docteur honoris causa de l'université de Warwick (Royaume-Uni)[27].
- 2006 : Lucie Award pour l'œuvre d'une vie, New York

## Distinctions
- 1990 :  Chevalier de la Légion d'honneur[28]
- 1994 :  Officier de l'ordre national du Mérite[29]
- 2001 :  Commandeur de l'ordre national du Mérite[30]
- 2008 :  Officier de la Légion d'honneur[31],[7]

## Postérité

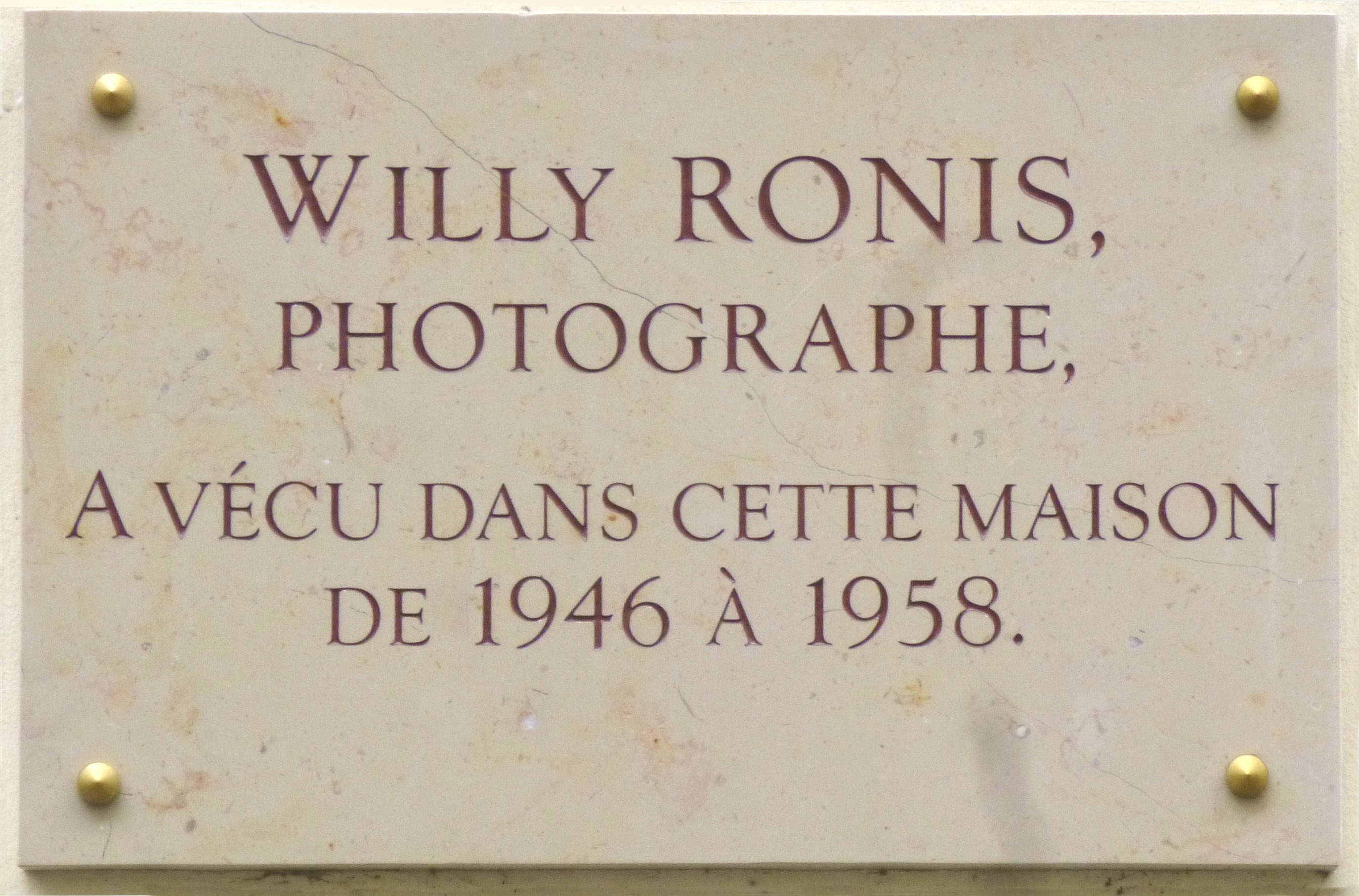
Plaque apposée en 2019 sur son domicile, passage des Charbonniers (Paris, 15e arrd.).

Depuis sa mort, l’œuvre de Willy Ronis est exposée dans le monde entier et ses images figurent dans les collections des plus grands musées.
Willy Ronis lègue son œuvre photographique à la France au travers de deux donations (1983 et 1989) et d'un testament,. Conscient de l'utilisation qui peut être faite de ses clichés, il nomme, dans son testament, quatre exécuteurs testamentaires, détenteurs du droit moral de son œuvre et chargés de veiller à son utilisation. Par ailleurs son petit-fils, Stéphane Kovalsky, hérite de la part réservataire.
À la fin du règlement de succession, la Médiathèque du patrimoine et de la photographie est en possession de l’ensemble de son œuvre: 82 000 négatifs, 6 000 diapositives couleurs, 18 000 tirages, 6 albums comportant 590 tirages de référence, 26 cartons d'archives, 720 volumes de bibliothèque, 400 volumes de périodiques.
Depuis 2015, une voie porte son nom dans le 20e arrondissement de Paris.

## Engagement politique
Willy Ronis date son engagement politique pour le parti communiste à l'année 1923. Il est subjugué par des ouvriers qui chantent La Jeune Garde dans un bar parisien où il se trouve avec des amis. C'est alors un lycéen âgé de seulement 13 ans. Cette rencontre le mène plus tard à adhérer au parti communiste.
Il effectue son premier reportage sur le 14 juillet du Front Populaire, reportage qui est publié par la revue Regards, une revue d'obédience communiste qui donne la priorité au photojournalisme. Ce reportage agit comme un déclic en lui, alors que jusque-là la photographie l'ennuyait. Il décide alors de vivre de la photographie, plus précisément du reportage,.
Pendant le régime de Vichy, il passe clandestinement en zone libre et se cache près de Marseille pour échapper à la déportation.
Il reste proche du monde ouvrier qui est un axe majeur de son œuvre. On le retrouve notamment lors des grèves de Citroën en 1938-1939, sur le carreau des mines de Saint-Étienne en 1948 ou encore chez Renault en 1950. C'est également l'époque où, avec son ami Henri Cartier-Bresson, il rejoint l'Association des écrivains et artistes révolutionnaires, proche du Parti communiste français dont il fut par ailleurs membre pendant près de vingt ans, de 1945 à 1964 : « J'ai été membre du Parti communiste un certain temps, et j'ai travaillé quelques années pour ce mouvement, tout en restant indépendant. J'étais orienté, certes, mais je suis resté libre ! ». 
En 1951, il participe au Congrès International de la Paix de Varsovie. On le retrouve en 1967 en RDA, à la recherche de l'idéal communautaire, photographiant sous l'étroite surveillance de la Stasi l'apparente utopie communiste que voulait montrer le gouvernement (mais cette série ne sera exposée que deux fois, à Amiens et à Montreuil),,. En 2002, il est le signataire d'un manifeste de soutien à la candidature de Robert Hue pour l'élection présidentielle.

## Expositions
- 1936 : « Neige dans les Vosges » Gare de l'Est, Paris[39].
- 1937 : « Paris la nuit » Gare de l'Est, Paris.
- 1953 : invité par le Musée d'Art Moderne de New-York (MoMA) pour l'exposition « Five French Photographers » qui réunit outre Wily Ronis, Brassaï, Henri Cartier-Bresson, Robert Doisneau, Izis (Israël Bidermanas)[7],[note 3].
- 1965 : « Six photographes et Paris » au Musée des Arts Décoratifs, Paris avec Doisneau, Frasnay, Lattès, Janine Niepce et Pic.
- 1980 : invité d'honneur aux Rencontres d'Arles
- 1985 : Rétrospective officielle au Palais de Tokyo.
- 1986 : Même rétrospective à Lyon FNP puis Moscou.
- 1987 : Musée d'Art Moderne à Bologne, Italie.
- 1989 : Art Gallery Barbican, Londres.
- 1990 : Musée de l'Élysée, Lausanne, Suisse.
- 1992 : Willy Ronis au musée de Brest, invité par l'association Camera Obscura.
- 1994 : « Mes années 80 » à l'Hôtel de Sully, Paris.
- 1996 : « 70 ans de déclics » Les Halles, Paris[9].
- 2000 : Musée d'Art contemporains de Kyoto, Japon.
- 2001 : Willy Ronis invité d'honneur de la première édition des Transphotographiques à Lille
- 2003 : Poursuite de l'itinérance de la Rétrospective, avec exposition en Suisse[40].
- 2004 : « La vie en passant », rétrospective à Aix la Chapelle, Berlin.
- 2005-2006 : Rétrospective « Willy Ronis à Paris » à l’Hôtel de ville de Paris[41]
- 2009 : Exposition aux Rencontres d'Arles
- 2010 : Willy Ronis – Une poétique de l’engagement. Exposition coproduite par le Jeu de Paume et la Monnaie de Paris, avec le concours de la Médiathèque de l’architecture et du patrimoine / Ministère de la Culture et de la Communication[42].
- 2013 : La Volonté de bonheur, Témoignages photographiques du Front populaire 1934-1938, avec des photographies de Brassaï, Robert Capa, Henri Cartier-Bresson, Robert Doisneau, Nora Dumas, Gisèle Freund, André Kertész, François Kollar, Sam Lévin, Éli Lotar, Willy Ronis, David Seymour, …, Pavillon populaire, Montpellier.
- 2016 : « 1936, le Front populaire en photographie », Hôtel de Ville, Paris[43]
- 2018 : Willy Ronis par Willy Ronis, exposition rétrospective, en partenariat avec la Médiathèque du patrimoine et de la photographie - Ministère de la culture, présentant une sélection de 200 parmi les 590 photographies choisies par Willy Ronis lui-même de ce qu'il considère comme l'essentiel de son œuvre, Pavillon Carré de Baudouin, Paris 20e, du 27 avril 2018 au 2 janvier 2019 [44],[45]
- 2020 : Willy Ronis « La Liberté, encore et toujours », du 3 septembre au 17 octobre 2020, galerie Argentic, Paris.
- 2021 : Willy Ronis en RDA - La vie avant tout, du 19 mai au 19 septembre 2021, Espace Richaud, Versailles.
- 2021 : Couper le son et arrêter le mouvement, une exposition de la Médiathèque de l'architecture et du patrimoine, avec des photographies de John Batho, Marcel Bovis, François Kollar, Jacques-Henri Lartigue, François Le Diascorn, Dolorès Marat, Émile Muller, Jean Pottier, Bruno Réquillart, Willy Ronis, Frères Séeberger, Le Quadrilatère, Centre d'art de Beauvais, dans le cadre des 18e Photaumnales
- 2022 : « Wily Ronis par Willy Ronis », Le Kiosque, Vannes.
- 2023 : « Wily Ronis par Willy Ronis », Powerlong Museum, Shangaï.
- 2023 : « Wily Ronis : se retrouver », Musée de Pont-Aven.
- 2024 : « Wily Ronis par Willy Ronis », Chengdu.
- 2024 : « Wily Ronis : Photographe humaniste », Espace Philippe Artidor, Duras[46].

## Publications

### Années 1950
- Belleville Ménilmontant, textes de Pierre Mac Orlan, Éditions Arthaud, Paris, 1954.
- " Paris ", Phographies de Willy Ronis, Texte de Marcel Brion, par B. Arthaud, Paris, 1962

### Années 1980
- Sur le fil du hasard, Contrejour 1981 (prix Nadar)
- Mon Paris, aux Éditions Denoël, Paris, 1985  (ISBN 2-207-23166-6)
- Willy Ronis photographe, Gérard Pinhas éditeur, 1986.

### Années 1990
- Sur le fil du hasard, Éditions Contrejour, Paris, 1991  (ISBN 978-2859491185)
- A nous la vie ! : 1936-1958, avec Didier Daeninckx, Éditions Hoëbeke, Paris, 1996  (ISBN 978-2842300098)
- Vivement Noël !, avec Daniel Picouly, Éditions Hoëbeke, Paris, 1997  (ISBN 978-2868534712)
- Edmonde Charles-Roux (photogr. Willy Ronis), Provence, Hoebeke, 1999, 112 p. (ISBN 2-84230-036-X)[47]
- Toutes belles, avec Régine Deforges, Éditions Hoëbeke, Paris, 1999  (ISBN 978-2905292490)
- Bertrand Eveno (photogr. Willy Ronis), Marie-Anne, Vincent et moi, Filigranes Éditions, 1999, 32 p. (ISBN 978-2-910682-76-7)

### Années 2000
- Derrière l’objectif : Photos et propos, Éditions Hoëbeke, Paris, 2001  (ISBN 978-2842301231)
- Derrière l’objectif : photos et propos, Paris, Hoëbeke, 2001, 160 p. (ISBN 2-84230-123-4)[48]

- Pour la liberté de la Presse, Reporters Sans Frontières, Paris, 2001  (ISBN 978-2908830606)
- Le Val et les Bords de Marne, Éditions Terre Bleue, Paris, 2004  (ISBN 978-2-913019-30-0)
- Willy Ronis, Actes Sud, Arles, 2005  (ISBN 978-2742757169)
- Willy Ronis, Actes Sud, 2005  (ISBN 2742757163)
- Paris, éternellement, avec Daniel Karlin, Éditions Hoëbeke, Paris, 2005  (ISBN 978-2842302450)
- Willy Ronis (photogr. Willy Ronis), Ce jour-là, Mercure de France, coll. « Traits portraits », 2006, 176 p. (ISBN 978-2-7152-2661-6). Pour chacune des cinquante deux photographies présentées, Willy Ronis revisite sa mémoire et mentionne des conditions particulières de prise de vue.
- (es) Willy Ronis, textes de Willy Ronis, Marta Gili et Virginie Chardin, Fundacion La Caixa, Barcelone, 2006
- La Montagne, Éditions Terre Bleue, Paris, 2006  (ISBN 978-2-909953-10-6)
- Paris-couleurs, avec Michel Boujut, Éditions Le Temps qu’il fait, Cognac, 2006  (ISBN 978-2868534712)
- Paris-couleurs, 2006  (ISBN 2868534716)
- Willy Ronis. Paris éternellement, préface de Daniel Karlin, éd. Hoëbeke, 2006
- Les chats de Willy Ronis, Flammarion, Paris, 2007  (ISBN 978-2081206878)
- Nues, avec Philippe Sollers, Éditions Terre Bleue, Paris, 2008  (ISBN 978-2-909953-22-9)
- Provence, Éditions Hoëbeke, Paris, 2008  (ISBN 978-2842303228)

### Années 2010 et 2020
- Derrière l’objectif de Willy Ronis, Éditions Hoëbeke, Paris, 2010  (ISBN 9782-84230-370-9)
- Le siècle de Willy Ronis, avec Françoise Denoyelle, Éditions Terre Bleue, 2012.
- Belleville Ménilmontant, avec Didier Daeninckx, Éditions Hoëbeke, Paris, 2018. Réédition de l’ouvrage de 1954.  (ISBN 9782-84230-081-4)
- Willy Ronis par Willy Ronis - Le regard inédit du photographe sur son œuvre, Flammarion, Paris, 2018.
- Willy Ronis en RDA - La vie avant tout, 1960-1967
- Willy Ronis, t. 75, Reporters sans frontières (RSF) / édition illustrée, coll. « 100 photos pour la liberté de la presse », 7 mars 2024, 144 p. (ISBN 978-2362200977)[49].